# La Peña (Kasztília és León)
La Peña egy község Spanyolországban, Salamanca tartományban. La Peña La Vídola, Valsalabroso, Cabeza del Caballo, Masueco, Pereña de la Ribera és Villarino de los Aires községekkel határos. Lakosainak száma 70 fő (2024).

## Népesség
A település népessége az elmúlt években az alábbi módon változott:
| Lakosok száma | 156  | 141  | 125  | 141  | 123  | 113  | 100  | 92   | 80   | 70   |
|               | 2001 | 2004 | 2007 | 2009 | 2012 | 2014 | 2017 | 2019 | 2022 | 2024 |